# Liste der Kulturgüter in Sonceboz-Sombeval
Die Liste der Kulturgüter in Sonceboz-Sombeval enthält alle Objekte in der Gemeinde Sonceboz-Sombeval im Kanton Bern, die gemäss der Haager Konvention zum Schutz von Kulturgut bei bewaffneten Konflikten, dem Bundesgesetz vom 20. Juni 2014 über den Schutz der Kulturgüter bei bewaffneten Konflikten sowie der Verordnung vom 29. Oktober 2014 über den Schutz der Kulturgüter bei bewaffneten Konflikten unter Schutz stehen.
Objekte der Kategorie A sind im Gemeindegebiet nicht ausgewiesen, Objekte der Kategorie B sind vollständig in der Liste enthalten, Objekte der Kategorie C fehlen zurzeit (Stand: 14. April 2024). Unter übrige Baudenkmäler sind Objekte zu finden, die im Bauinventar des Kantons Bern als «schützenswert» verzeichnet sind.

## Kulturgüter
| Foto |                                                                   | Objekt                                                                | Kat. | Typ | Standort                                       | Beschreibung                       |
| ---- | ----------------------------------------------------------------- | --------------------------------------------------------------------- | ---- | --- | ---------------------------------------------- | ---------------------------------- |
| BW   | Datei hochladen · Wikidata zu Ehemaliges Hotel Krone (Q110466912) | Ehemaliges Hotel Krone / Ancienne Hôtel de la Couronne KGS-Nr.: 16798 | B    | G   | Sonceboz, Rue Pierre-Pertuis 1 580315 / 227258 | Hotel Krone frühes 18. Jahrhundert |

## Übrige Baudenkmäler
Hinweis: Anstelle der KGS-Nummer wird als Objekt-Identifikator (ID) die Grundstücksnummer verwendet.
| ID  | Foto |                                                                   | Objekt                                                              | Typ | Standort                                         | Beschreibung |
| --- | ---- | ----------------------------------------------------------------- | ------------------------------------------------------------------- | --- | ------------------------------------------------ | ------------ |
| 8   | BW   | Datei hochladen                                                   | Wohnhaus (1737) / Habitation (1737)                                 | G   | Sonceboz, Rue Pierre-Pertuis 2 580324 / 227234   |              |
| 10  | BW   | Datei hochladen · Wikidata zu Ehemaliges Hotel Krone (Q110466912) | Auberge de la Couronne (frühes 18. Jh.)                             | G   | Sonceboz, Rue Pierre-Pertuis 1 580314 / 227261   |              |
| 55  | BW   | Datei hochladen                                                   | Wohnhaus (2. Hälfte 19. Jh.) / Habitation (2ème moitié du 19ème s.) | G   | Sonceboz, Rue du Collège 1 580280 / 227240       |              |
| 148 | BW   | Datei hochladen                                                   | Reformiertes Pfarrhaus (1931) / Cure réformée (1931)                | G   | Sonceboz, Rue du Collège 19 579970 / 227426      |              |
| 198 | ja   | Datei hochladen · Wikidata zu Pfarrkirche (1866) (Q55415369)      | Pfarrkirche (1866) / Eglise paroissiale (1866)                      | G   | Sombeval, Rue du Collège 50 579058 / 227549      |              |
| 218 | BW   | Datei hochladen                                                   | Speicher (1696) / Grenier (1696)                                    | G   | Sombeval, Rue Crétat Sombeval 5a 579209 / 227460 |              |
| 230 | BW   | Datei hochladen                                                   | Brunnen (1870)                                                      | K   | Sombeval, Rue de la Gare N.N.2 579061 / 227503   |              |
| 443 | BW   | Datei hochladen                                                   | Speicher (1709)                                                     | G   | La Talvogne 3 579409 / 228662                    |              |
| 462 | BW   | Datei hochladen                                                   | Bauernhaus (1864)                                                   | G   | La Schnack 1 580453 / 228463                     |              |